# Battaglia di Capo Palos (1938)
La battaglia di Capo Palos fu combattuta nella notte tra il 5 ed il 6 marzo 1938 al largo di Capo Palos, sulla costa orientale della Spagna, nell'ambito della guerra civile spagnola; la battaglia vide affrontarsi una squadra navale della Seconda repubblica spagnola, guidata dal contrammiraglio Luis González Ubieta e composta da due incrociatori leggeri e cinque cacciatorpediniere, ed una della Spagna nazionalista, comandata dal contrammiraglio Manuel Vierna Belando e composta da due incrociatori pesanti ed un incrociatore leggero, di scorta ad un convoglio salpato da Palma di Maiorca.
La battaglia, il maggior scontro navale della guerra per numero e tipo di unità impiegate, si concluse con una vittoria dei repubblicani e l'affondamento della nave ammiraglia della squadra nazionalista, l'incrociatore pesante Baleares.

## Antefatti
Al momento dell'insurrezione del 18 luglio 1936, evento che aveva dato avvio alla guerra civile, la marina militare spagnola, come del resto le altre forze armate, si era ritrovata divisa tra i due contendenti: la Repubblica aveva conservato la quasi totalità della flotta di cacciatorpediniere e sommergibili oltre ad una corazzata e tre incrociatori leggeri, mentre i nazionalisti si erano impossessati delle navi più potenti, tra cui la corazzata España ed i due nuovissimi incrociatori pesanti della classe Canarias (Baleares e Canarias). A dispetto dell'inferiorità numerica, tuttavia, la squadra nazionalista aveva adottato fin dall'inizio un atteggiamento aggressivo, imponendo un blocco ai porti repubblicani ed attaccando i convogli di rifornimenti ivi diretti; al contrario la flotta repubblicana, praticamente privata di quasi tutti i suoi ufficiali superiori, era rimasta piuttosto inattiva, dedicandosi più che altro alla scorta dei convogli di rifornimento ma facendo poco per sfidare il blocco nazionalista. La scarsa attività della flotta repubblicana aveva addirittura fatto supporre ai comandanti nazionalisti che essa non fosse praticamente operativa a causa di gravi inefficienze tecniche delle navi e degli equipaggi.
Sul finire del 1937 il contrammiraglio Ubieta fu nominato comandante della flotta repubblicana, iniziando subito un intenso programma di addestramento per migliorare l'efficienza degli equipaggi. Le sconfitte sui fronti terrestri nei primi mesi del 1938 convinsero l'alto comando della marina repubblicana a pianificare un'azione per risollevare il morale in patria ed assestare un duro colpo alla squadra nemica: fu ideato un piano per attaccare gli incrociatori nazionalisti ancorati nella grande base di Palma di Maiorca, penetrando nel porto con tre motosiluranti di costruzione sovietica appena consegnate; il resto della flotta avrebbe scortato le motosiluranti lungo il percorso, fornendo protezione ed appoggio.
L'operazione iniziò nel pomeriggio del 5 marzo: le siluranti partirono dalla baia di Portmán intorno alle 14:30, dirigendosi al largo di Alicante per incontrarsi con i quattro cacciatorpediniere incaricati di scortarle a Formentera, dove sarebbero state rifornite in vista dell'incursione su Palma. Verso le 15:40, in ritardo a causa di diversi inconvenienti tecnici, dal porto di Cartagena salpò la squadra del contrammiraglio Ubieta, con gli incrociatori Libertad e Méndez Núñez ed i cacciatorpediniere Sánchez Barcaíztegui, Lepanto, Almirante Antequera, Gravina e Lazaga, incaricata di fornire protezione a distanza al gruppo di incursori; appena un'ora più tardi, tuttavia, Ubieta fu informato che le motosiluranti erano ritornate a Portmán a causa delle pessime condizioni del mare. Il comandante decise comunque di rimanere in mare con la sua squadra e di attenersi alla tabella oraria prestabilita, mantenendosi al largo di Cartagena per scortare in porto i quattro cacciatorpediniere provenienti da Formentera, il cui arrivo era previsto per le 7:00 del giorno successivo.
Ignorando completamente che la flotta repubblicana aveva preso il mare, intorno alle 15:00 una squadra nazionalista, agli ordini del contrammiraglio Vierna e composta dagli incrociatori pesanti Baleares e Canarias e dall'incrociatore leggero Almirante Cervera, aveva lasciato Palma per una missione di routine: doveva incontrarsi con un convoglio di due mercantili carichi di armi provenienti dall'Italia e scortarlo verso Cadice. L'incontro con il convoglio avvenne intorno alle 17:30 a sud-est di Ibiza: i tre cacciatorpediniere e le due cannoniere che fino a quel momento avevano accompagnato i due mercantili si separarono dalla formazione dirigendosi su Palma, lasciando la scorta ai tre incrociatori di Vierna; la squadra nazionalista fece quindi rotta per sud-ovest, senza sapere che in questo modo veniva ad incrociare il percorso della flotta repubblicana.

## Ordine di battaglia

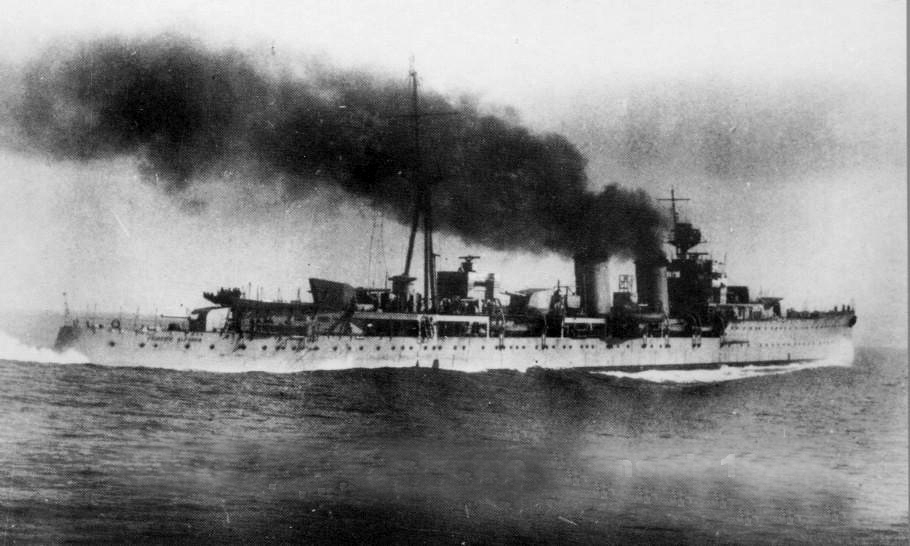
L'incrociatore leggero Libertad, ex Principe Alfonso, nave ammiraglia della squadra repubblicana

## La battaglia
Intorno alle 00:30 del 6 marzo la squadra repubblicana procedeva con rotta verso est alla velocità di 20 nodi, con i due incrociatori in linea di fila attorniati sui due lati dai cacciatorpediniere (Sánchez Barcaíztegui, Almirante Antequera e Lepanto sul lato di sinistra, Gravina e Lazaga su quello di dritta); contemporaneamente la divisione incrociatori nazionalista scendeva da nord con rotta verso sud-ovest, con le tre unità disposte in linea di fila (nell'ordine Baleares, Canarias ed Almirante Cervera) e con i due mercantili disposti sul lato di sinistra. Intorno alle 00:38 i cacciatorpediniere repubblicani sul lato di sinistra avvistarono la squadra nazionalista da una distanza di 2 000 m, venendo a loro volta avvistati da Baleares due minuti più tardi: le unità nazionaliste accelerarono subito alla velocità di 22 nodi, sfilando dietro la poppa della formazione repubblicana; il cacciatorpediniere Sánchez Barcaíztegui lanciò tre siluri in direzione del Canarias, mancandolo.
Ubieta ordinò alla sua squadra di piegare verso sud, e le due formazioni si persero di vista intorno alle 00:50; Vierna fece subito compiere ai suoi incrociatori una serie di accostate intorno ai mercantili per verificare se i cacciatorpediniere nemici stessero per tornare ad attaccarli, ma constatato che dei repubblicani non c'era traccia riprese la rotta originaria intorno alle 1:25. Mentre le navi nazionaliste erano impegnate nella ricerca dei cacciatorpediniere, verso le 1:15 Ubieta ordinò di cancellare la missione e di piegare verso ovest, con l'intenzione di rientrare a Cartagena; la nuova rotta portò le navi repubblicane ad attraversare di nuovo la traiettoria della formazione nazionalista, ed attorno alle 2:15 le due squadre si avvistarono reciprocamente, di nuovo da una distanza di 2 000 m: il Baleares fu il primo ad aprire il fuoco, sparando granate illuminanti per individuare correttamente le unità repubblicane, seguito subito dopo dal Libertad i cui colpi andarono però a vuoto. I tre cacciatorpediniere del lato di sinistra si apprestarono quindi al lancio dei siluri, lanciandone dodici tra le 2:17 e le 2:19: due o forse tre di essi, generalmente attribuiti al cacciatorpediniere Lepanto, colpirono il Baleares tra la torre A e la torre B, aprendo uno squarcio di 15 metri nello scafo e facendo esplodere il magazzino delle munizioni anteriore; la detonazione investì il ponte di comando, uccidendo il contrammiraglio Vierna e tutto il suo stato maggiore.

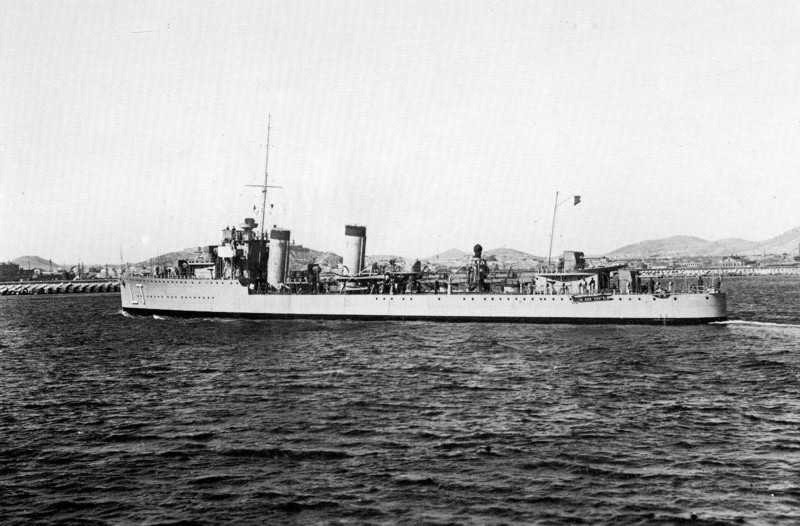
Il cacciatorpediniere repubblicano Lepanto, unità della classe Churruca

La seconda unità della formazione nazionalista, l'incrociatore Canarias, accostò subito a dritta per evitare il relitto del condannato Baleares, sparando contemporaneamente alcune salve verso le navi repubblicane; Ubieta invece ordinò alla sua formazione di sospendere il fuoco e di allontanarsi alla massima velocità dal luogo dello scontro, mantenendo la rotta per Cartagena. Il comando della formazione nazionalista fu assunto dal comandante del Canarias, capitano di vascello Rafael Estrada Arnaiz: comunicata alla base la posizione del Baleares e constatata l'impossibilità di salvare la nave, Estrada ordinò alla formazione di lasciare il luogo dello scontro e di riprendere la rotta prevista. Mentre entrambe le flotte si allontanavano due cacciatorpediniere britannici, la HMS Kempenfelt e la HMS Boreas, che si trovavano in pattugliamento a circa 40 miglia di distanza, si avvicinarono al relitto del Baleares, attirati dall'alta colonna di fumo e dagli incendi che da esso si sprigionavano; le due navi raggiunsero il luogo dello scontro intorno alle 3:50 per poi iniziare poco dopo le operazioni di salvataggio dei superstiti, raccogliendo 469 uomini. Il relitto del Baleares affondò intorno alle 5:08 portando con sé 761 uomini tra equipaggio e personale imbarcato, il maggior disastro patito dalla marina spagnola in tutta la sua storia.
Intorno alle 7:20 i due incrociatori nazionalisti superstiti ritornarono sul luogo dello scontro, iniziando il trasbordo dei naufraghi dalle unità britanniche; mentre erano in corso queste operazioni, alle 8:50 nove bombardieri repubblicani Tupolev SB-2 Katyusha attaccarono le navi: nessuna unità fu danneggiata, ma un marinaio britannico del Boreas fu ucciso ed altri quattro feriti. Gli incrociatori nazionalisti rientrarono poi incontrastati a Palma quello stesso pomeriggio.

## Conseguenze
Lo scontro di Capo Palos e l'affondamento del Baleares furono accolti come un'importante vittoria dalla marina repubblicana, proprio mentre le sorti della Repubblica apparivano quantomai critiche a causa delle rinnovate offensive nazionaliste in Aragona; vi furono critiche sull'operato di Ubieta e sul fatto che questi non avesse continuato l'attacco alla squadra nazionalista: il contrammiraglio, nel corso della sua relazione sullo scontro, si difese sostenendo i pericoli di un combattimento notturno, la maggiore velocità delle navi nazionaliste ed il fatto che tre dei suoi cinque cacciatorpediniere avevano praticamente esaurito i siluri. Gli effetti pratici della vittoria, tuttavia, svanirono rapidamente: la flotta repubblicana non tentò più operazioni del genere rimanendo piuttosto inattiva fino alla fine del conflitto; la perdita del Baleares fu compensata almeno in parte dalla reimmissione in servizio, nella marina nazionalista, del vecchio incrociatore leggero República (ribattezzato Navarra), mentre un'incursione aerea su Cartagena provocò ulteriori danni all'unica corazzata repubblicana, la Jaime I, già messa fuori uso da un'esplosione interna il 17 giugno 1937.
L'azione di Capo Palos spinse la marina nazionalista a rivedere il suo giudizio sull'efficienza della sua controparte repubblicana: vi furono critiche per la rilassatezza con la quale era stata affrontata la missione, sul fallimento da parte dei servizi di informazione nell'individuare la partenza della flotta repubblicana, sulla mancata cooperazione con l'aviazione e sul fatto di impiegare gli incrociatori pesanti come semplici navi scorta; furono adottate misure più prudenti sull'impiego delle unità maggiori, anche se in definitiva il controllo delle coste spagnole da parte delle navi nazionaliste non venne meno per il resto del conflitto.